# Parque Nacional Khenifra
O Parque Nacional de Khenifra é um parque nacional no centro de Marrocos, a leste da cidade de mesmo nome. O parque foi criado em 2008 e tem uma área de 842 km2 (325 sq mi). Estendendo-se pelo meio das Montanhas Atlas, o parque abriga uma grande variedade de fauna e flora. O Lago Aguelmame Aziza e o Lago Aguelmame Sidi Ali estão localizados dentro das suas fronteiras.